# 설란
설란(薛蘭, ? ~ 195년)은 중국 후한 말의 정치가로, 연주(兗州) 사람이다.

## 생애
동해상(東海相) 설연(薛衍)의 아들이며, 여포(呂布)를 섬겼다.
흥평(興平) 원년(194년), 여포가 장막(張邈)과 함께 손잡고 조조(曹操)로부터 연주 대부분을 빼앗는 데 성공하였다. 설란은 이때 연주별가(兗州別駕)의 지위에 있었다.
이후 설란은 연주치중(兗州治中) 이봉(李封)과 함께 승씨(乘氏)의 명사 이건(李乾)을 초빙하였다. 그러나 이건은 이를 거절하였고, 이에 설란과 이봉은 이건을 죽였다.
흥평 2년(195년) 여름, 설란은 이봉과 함께 거야(鉅野) 에 주둔하였다. 설란 등은 이건의 아들 이정(李整)과 조카 이전(李典)을 이끌고 온 조조의 공격을 받았는데, 여포가 이를 구원하려 하였으나 뜻을 이루지 못하였다. 결국 설란 등은 패하였고, 조조에게 죽임을 당하였다.
설란에게는 아들 설영(薛永)이 있었는데, 자는 무장(茂長)이다. 설영은 유비(劉備)가 익주(益州)를 차지하였을 때 이를 따라갔고, 촉군태수(蜀郡太守)를 지냈다. 설영의 아들 설제(薛齊)는 자가 이보(夷甫)이며, 촉(蜀)에서 파군태수(巴郡太守)와 촉군태수를 역임하였다. 이후 촉이 멸망하자 5천 호를 이끌고 위(魏)에 투항하였고, 위에서 광록대부(光祿大夫)를 지냈다.
당(唐)의 무장 설인귀(薛仁貴)는 설란의 15세손이다.

## 《삼국지연의》 속 설란
여포의 부장으로 등장한다.
부하 병사들이 약탈을 하느라 성 밖으로 모두 나간 틈에 조조에 공격을 받는다. 이에 적은 병력으로 맞서 싸우나 이봉이 격파당하고 퇴각하던 중, 조조의 부장 여건(呂虔)의 화살에 맞아 죽는다.

## 설란의 친족관계

### 관련 인물
설인귀